# Anna Kovalenko
Anna Mykolaïvna Kovalenko (in ucraino  Анна Миколаївна Коваленко?; Buča, 5 maggio 1991) è una politica, attivista e giornalista ucraina, dal 2020 al 2021 Governatrice dell'Oblast di Černihiv e dal 2019 al 2020 Vice Capo dell'Ufficio del Presidente dell'Ucraina. Per un breve periodo è stata anche Membro del Parlamento.

## Biografia
Anna Kovalenko è nata a Buča, nell'oblast' di Kiev, il 5 maggio 1991. Dal 2008 al 2013 ha studiato presso l'Università Nazionale di Teatro, Cinema e Televisione di Kiev intitolata a Ivan Karpenko Karyj (con un master in studi teatrali). Nel 2013 ha conseguito un master in studi teatrali presso l'Università di cinema e televisione di Kiev. Dal 2017, studente post laurea dell'Accademia nazionale per la pubblica amministrazione sotto il presidente dell'Ucraina.
Kovalenko ha frequentato il corso di comando militare e diritto umanitario presso il Centro di Ginevra per la politica di sicurezza (GCSP) a Ginevra, in Svizzera.

### Attività giornalistica
Tra il 2008 e il 2013, Kovalenko è stata una giornalista presso la Radio Era TV, Radio Company e il canale televisivo STB. Dal 2009 è stata vicedirettrice delle pubbliche relazioni della casa editrice Antikva.
Dal novembre 2009 è stata la protettrice del direttore del collegamento dalla comunità di Vydavnyčyj alla casa "Antikvar". È stata anche organizzatrice di progetti culturali in Ucraina, Francia e Portogallo.
Da luglio a novembre 2010 ha lavorato come direttore esecutivo dell'Associazione dei Giornalisti Europei, Sezione ucraina.

## Attività politica

### Rivoluzione della dignità e della riforma dello stato
Kovalenko ha preso parte alle proteste su Euromaidan prima della violenta dispersione degli studenti il 30 novembre 2013. Inizialmente ha effettuato trasmissioni orarie per Radio Era, poi ha preso parte al pattugliamento di Maidan e delle aree circostanti. Ha partecipato allo sviluppo di un piano per difendere gli edifici per uffici dall'assalto delle forze di sicurezza. In seguito divenne vice capitano dell'uncidesima forza di autodifesa. A metà gennaio 2014 ha organizzato e guidato il trentanovesimo centinaio femminile di autodifesa Majdan. Al momento della sua creazione contava più di 150 partecipanti. In seguito è stata trasformate in un'organizzazione pubblica tutta ucraina "centinaio femminile", con circa duemila membri. Da marzo 2014 è presidente della ONG ucraina del trentanovesimo centinaio femminile di autodifesa Majdan.

### Carriera politica
Kovalenko si è candidata alle elezioni parlamentari ucraine del 2014 come indipendente nella 206ª circoscrizione (Černihiv). Le è stata negata la registrazione formale. E questo diniego doveva essere revocato attraverso i tribunali di due gradi. Per questo motivo, Kovalenko ha avuto solo due settimane per la campagna. Nonostante ciò, ha ricevuto il 9% dei voti (secondo posto dopo l'oligarca locale Vladyslav Atrošenko).
Dal 2014 al 2015, Kovalenko ha lavorato come consigliere del ministro della Difesa ucraino ed è stata consulente del ministro della politica dell'informazione. In qualità di consulente dei ministri della Difesa, ha istituito un Centro di coordinamento dell'assistenza operativa all'esercito ucraino ed una linea riservata (un centro chiamate) per la comunicazione e il coordinamento tra i posti di blocco e i volontari. Ha organizzato numerosi eventi per stabilire una comunicazione tra il personale del Ministero della Difesa, i volontari, il pubblico e altre agenzie governative. Ha partecipato allo sviluppo dei programmi di riforma del Ministero della Difesa e all'organizzazione della cooperazione con la NATO, l'OSCE, le ambasciate canadese e norvegese.
In qualità di consigliere del ministro della politica dell'informazione, Kovalenko ha lavorato come membro della commissione per il ripristino delle trasmissioni televisive nella zona delle operazioni antiterrorismo.
Nella primavera del 2015 è entrata a far parte della squadra del Movimento Anticorruzione, la cui creazione è stata avviata da Valentyn Nalyvajčenko. È una delle quattro coordinatrici del Movimento (insieme a Nalyvajčenko, Jehor Firsov e Serhij Nosenko). Da allora è stata la coordinatrice dell'ONG Movimento Anticorruzione dell'Ucraina.
Kovalenko ha guidato il progetto "Leadership strategica: sistema di sicurezza e difesa dell'Ucraina" presso la scuola d'affari Kiev-Mohyla (KMBS). Ha lavorato come esperta presso l'istituto George Kennan, Wilson Center, a Washington, Stati Uniti. È stata anche consulente della commissione parlamentare per la difesa e la sicurezza,  consulente del capo del servizio statale per le comunicazioni speciali e la protezione dell'informazione dell'Ucraina. È stata membro del circolo della rappresentanza diplomatica dell'Ufficio di collegamento della NATO in Ucraina "Donne a capo delle riforme" e del comitato incaricato del ripristino delle trasmissioni televisive e radiofoniche nel territorio dell'ATO.
Kovalenko era la candidata a Deputati del Popolo dal Partito Servitore del Popolo alle elezioni parlamentari del 2019, n. 35 della lista, come indipendente, al momento delle elezioni in quanto era imprenditrice individuale.  Fu eletta membro del parlamento, ma in seguito si dimise, diventando invece vice capo dell'Ufficio del Presidente dell'Ucraina. È stata anche membro della commissione per la politica sociale e la protezione dei diritti dei veterani della Verchovna Rada (il parlamento ucraino).

### Governatrice dell'Oblast' di Černihiv
Il 13 ottobre 2020 Kovalenko è stata nominata governatrice dell'Oblast' di Černihiv. Si è dimessa il 28 luglio 2021.

## Vita privata
Il marito di Kovalenko, Ruslan Chomčak, è un colonnello generale ex comandante in capo delle forze armate ucraine (da marzo 2020 a luglio 2021).
Nel gennaio 2021 Kovalenko ha dato alla luce la figlia Marija.